# Patrick Colquhoun

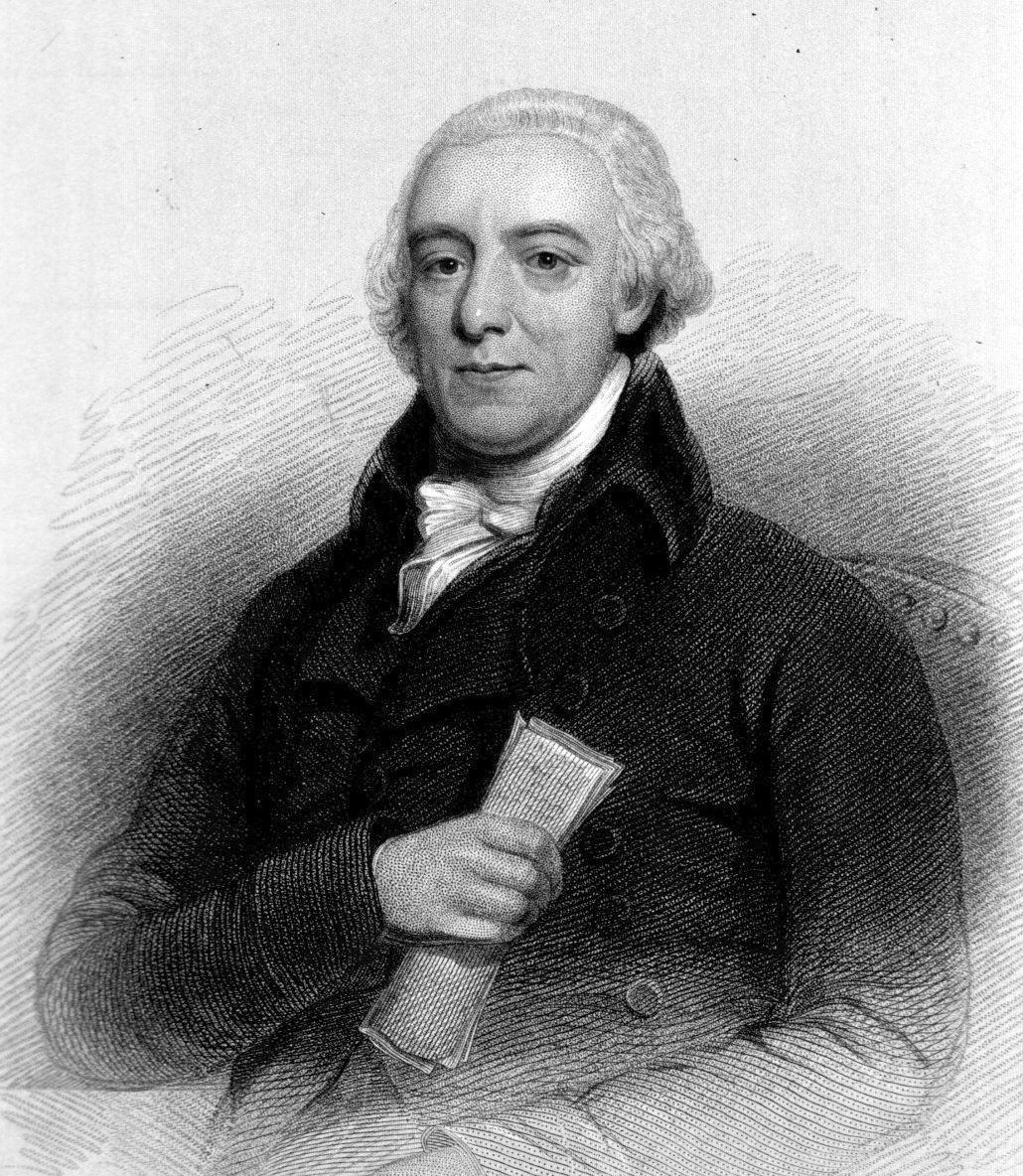
Patrick Colquhoun

Patrick Colquhoun (* 14. März 1745 in Dumbarton; † 25. April 1820 in London) war ein schottischer Kaufmann, Statistiker, Politiker und Diplomat. Er gilt mit seiner Hafenpolizei auf der Themse als Begründer der präventiven Polizeiarbeit im Vereinigten Königreich.

## Biographie
Colquhoun entstammte dem schottischen Clan der Colquhouns aus Luss am Loch Lomond. Im Alter von 16 Jahren ging er als Vollwaise in die amerikanischen Kolonien nach Virginia und erhielt dort eine kaufmännische Ausbildung. 1766 kehrte er nach Glasgow zurück und machte sich mit 21 Jahren als Kaufmann dort im Textilhandel mit Virginia selbstständig. Von 1782 bis 1784 war Bürgermeister von Glasgow (Lord Provost). Er gründete die örtliche Industrie- und Handelskammer und war lange ihr Präses. 1797 erhielt er den Ehrendoktor der Universität Glasgow.
Als Statistiker und Datensammler unterlegte er seine politische Arbeit als Lobbyist der Wirtschaft mit umfassenden Fakten und Zahlen. Dies ist durch seine zahlreichen Veröffentlichungen belegt, die zum Teil auch ins Deutsche übersetzt wurden. Sein umfangreiches Wissen ließ ihn näheren Kontakt zur Regierung des Königreichs suchen und er verlegte seine unternehmerischen Aktivitäten nach London, wo er im East End ebenfalls Mitglied des Magistrats wurde. Hier wurde er auf die Missstände im Hafen aufmerksam, wo 33.000 Hafenarbeiter tätig waren, von denen er etwa 11.000 als kriminell gefährdet einstufte. Im Hafen von London kamen Ende des 18. Jahrhunderts im Zuge des Umschlags jährlich Waren im Wert von über 500.000 £ durch Diebstahl abhanden.

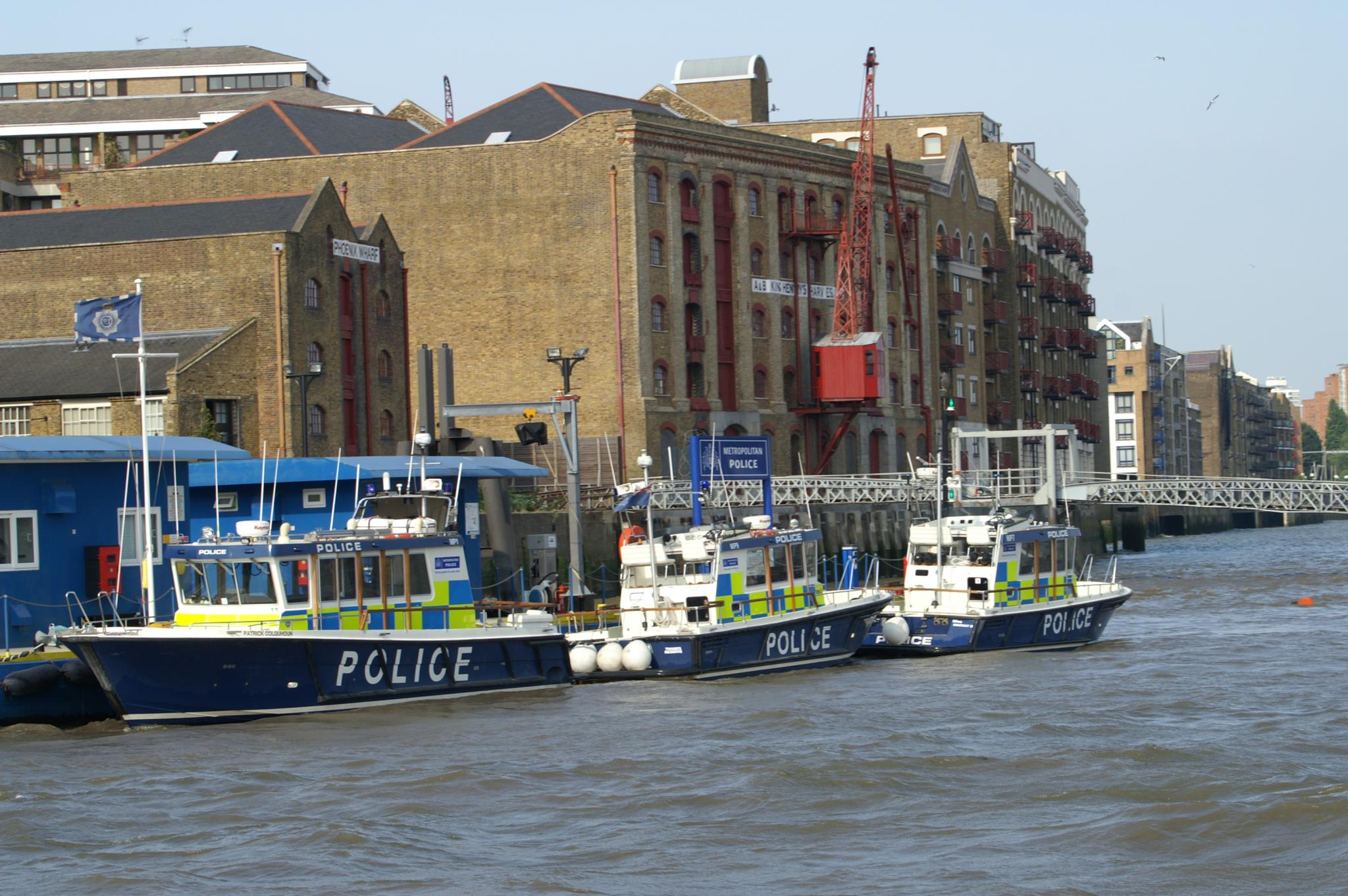
Das 2004 in Dienst gestellte Polizeiboot Patrick Colquhoun der Metropolitan Police in Wapping

Die von ihm initiierte Hafenpolizei, die Thames Riverside Police nahm 1798 als private Polizeitruppe mit 50 Mann probeweise gegen den erbitterten Widerstand der Hafenarbeiter den Einsatz auf. Finanziert wurde sie von den großen Außenhandelsgesellschaften, die Handel mit den überseeischen Kolonien des Empires trieben. Der wirtschaftliche Erfolg war so groß, dass diese Polizeitruppe bei Ablauf des Probejahres im Sommer 1799 durch die Marine Police Bill des britischen Parlaments staatlich übernommen und fortgeführt wurde.
Die von ihm organisierte Polizeitruppe wurde so Vorbild für ähnliche Hafenpolizeibehörden in New York City, Dublin und Sydney.
1804 wurde Colquhoun Ministerresident und Generalkonsul der Hansestädte Hamburg und diesem folgend kurz darauf auch Bremen und Lübeck. Er folgte auf den Bremer Heinrich Heymann, der weiter auch noch Stalhofmeister in London war und blieb. In den folgenden Auseinandersetzungen zwischen dem Vereinigten Königreich und Frankreich, das die Hansestädte von 1806 bis 1813 besetzt hielt, war er für die offiziellen wie die inoffiziellen Kontakte der Senate der drei Städte zu Whitehall zuständig und in sehr effektiver Weise wirksam. Als diplomatischer Agent versuchte er 1808 bei George Canning die Haltung Londons zu einem Rheinbund-Beitritt der Hansestädte zu erkunden, indem er trotz der Kontinentalsperre ein entsprechendes Schreiben des Hamburger Senatssyndicus Doormann überbrachte, auf das Canning allerdings nicht reagierte. Er wurde nach Ende der Besetzung 1813 umgehend als Gesandter neu bestallt.
Sein Nachfolger als Ministerresident der Hansestädte in London wurde sein Sohn, der Stalhofmeister James Colquhoun († 1855), der Enkel Patrick Colquhoun wurde 1841 erster hansestädtischer Geschäftsträger bei der Hohen Pforte.

## Werke
- Über den Wohlstand, die Macht und Hülfsquellen des britischen Reichs in jedem Theile der Welt, Ostindien eingeschlossen. deutsch: Nürnberg 1815.